# Zwingburg

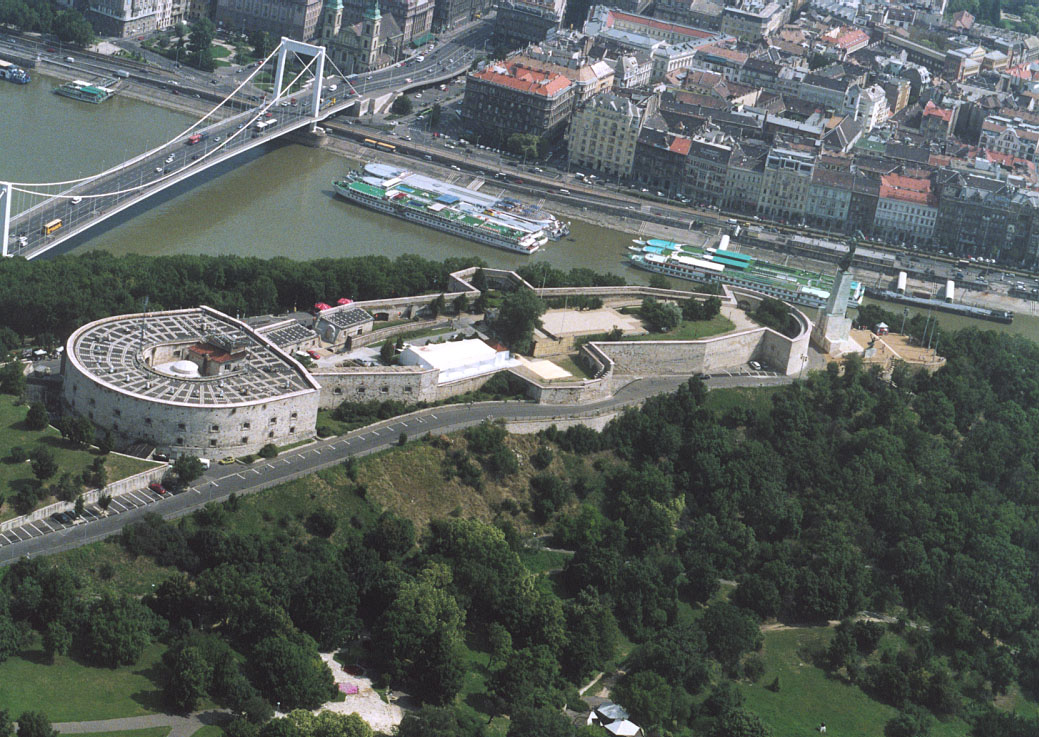
Zitadelle (Budapest, Ungarn)

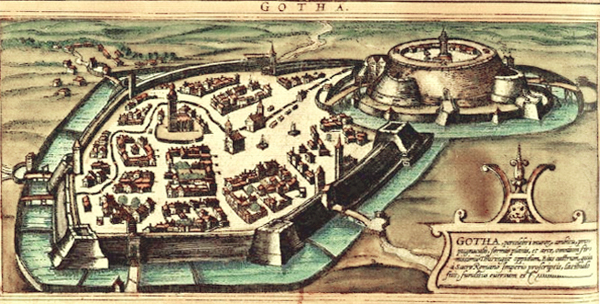
Zitadellenartige Burg Grimmenstein mit der Stadt Gotha (rondellierte und teilweise kasemattierte Burg), 1572

Eine Zwingburg ist eine stark befestigte, festungsartige Burg, von der aus das sie umgebende Land beherrscht wird. Zwingburgen wurden vor allem im Hochmittelalter und Spätmittelalter zur Sicherung herrschaftlichen Territoriums in Gebieten errichtet, deren Bevölkerung als dem Herrscher gegenüber nicht ausreichend loyal eingeschätzt wurde. Der Burgenbau gehörte aufgrund der schwachen Infrastruktur des mittelalterlichen Europas zu den wichtigsten Mitteln der Machtausübung, weshalb er zu den Königsrechten (Regalien) zählte.
Das Kapitel „Fachwörter(Lexikon)“ in „Burgenkunde“ von Otto Piper schreibt zu „Zwingburg“, Zitat: „volkstümlicher Ausdruck für Burg einer Fremdherrschaft“. Der gelegentlich zu findende Ausdruck „Fronburg“ ist irreführend, da er mit dem frühmittelalterlichen Fronhof verwechselt werden kann, der eine andere Funktion hatte.
Eine Okkupationsburg ist eine Zwingburg, die auf feindlichem Territorium errichtet wurde.

## Zwingburgen in Deutschland
Als Zwingburgen sahen Stadtbewohner im Mittelalter viele größere hochherrschaftliche Stadtburgen und insbesondere ab dem ausgehenden Mittelalter Zitadellen an. Daher ließen bereits mittelalterliche Städte solche Burgen und im Spätmittelalter auch Zitadellen schleifen. Die Reichsstadt Mühlhausen schleifte bereits 1256 die in/neben ihr gelegene Reichsburg Mühlhausen (Wasserburg), die sie zuvor erobert hatte. 1306 kauften die Eisenacher Bürger die Wasserburg Klemme und rissen sie ab. 1308 mussten sie sie selbst wieder aufbauen. 1440 protestierten die Bürger der Doppelstadt Berlin-Cölln im Berliner Unwillen gegen den Bau einer neuen (Wasser-)Burg am Stadtrand von Cölln. Letztlich wurde die Anlage (Berliner Renaissance-Schloss) dennoch gebaut. Die Stadt Bitterfeld kaufte die dortige ruinöse Burg vom sächsischen Kurfürsten unter Vorwänden, um sie danach abreißen zu lassen. Die Hansestadt Rostock ließ eine (provisorisch errichtete?) herzoglich-mecklenburgische Zitadelle 1573 nach erkaufter Genehmigung schleifen.
Viele Städte suchten nach Möglichkeiten, eine unliebsame Burg oder gar Zitadelle loszuwerden. Dies hatte teilweise aber auch finanzielle Gründe, da der Unterhalt solcher Anlagen von den Bürgern mitfinanziert werden musste. Mit dieser Begründung wurde ab 1674 letztlich die gewaltige Festung Mansfeld über der gleichnamigen Stadt geschleift, wobei man die darin befindlichen Schlösser der Grafen von Mansfeld sicher nicht antastete.
Praktisch kann man alle Zitadellen als Zwingfesten gegen die jeweilige Stadt betrachten. Stadtburgen sind dann als Zwingburgen anzusehen, wenn sie in die Stadtmauer eingebunden waren und zur Stadtseite hin auch durch Graben und Befestigungswerke abgetrennt waren. Außerdem hatten Zwingburgen und manche Zitadellen immer auch einen Eingang außerhalb der Stadtmauer und meist noch einen innerhalb. Zwingburg und Zitadelle konnten also gegen Angriffe von der Stadtseite her verteidigt werden. Nachschub konnte in diesem Falle für die Verteidiger von außerhalb der Stadt in die Burg oder Zitadelle geschafft werden.
Die alte Abbildung der Burg Grimmenstein, die im Aufbau schon eine klassische Zitadelle war und eine der ersten Festungsanlagen, die im Deutschen Reich im 15. Jahrhundert erbaut wurden, zeigt beispielhaft das Prinzip einer Zwingburg/Zitadelle.
Beispiele:
- mittelalterliche Vorgängeranlage/Burg des barocken Zwingers in Dresden, gegen die Stadt gerichtet
- ehemalige Eisenacher Wasserburg Klemme, „klemmte“ die Stadt zwischen ihr und der Wartburg ein
- Zitadelle Pleißenburg (1553–1569),[2] gegen die Stadt Leipzig gerichtet
- ehemalige Zitadelle Ludgerusburg (1655–1659)[3]
- Unterburg Giebichenstein und wenig später Moritzburg (ab 1484)[4] in Halle/Saale als wehrhafte Residenzen errichtet
- Alte Burg in Koblenz
- Martinsburg in Mainz (1476–1481), Zwingburg gegen die Stadt,[5] und später ehemalige Schweickhardtsburg und spätere Zitadelle in Mainz
- Burg Freudenstein in Freiberg in Zitadellenlage[6]
- ehemalige Burg Grimmenstein in Gotha
- Zitadelle Spandau, gegen Spandau und Berlin gerichtet
- Festung Marienberg
- bastioniertes Schloss Moritzburg in Zeitz (1657–1678) in Zitadellenlage[7]

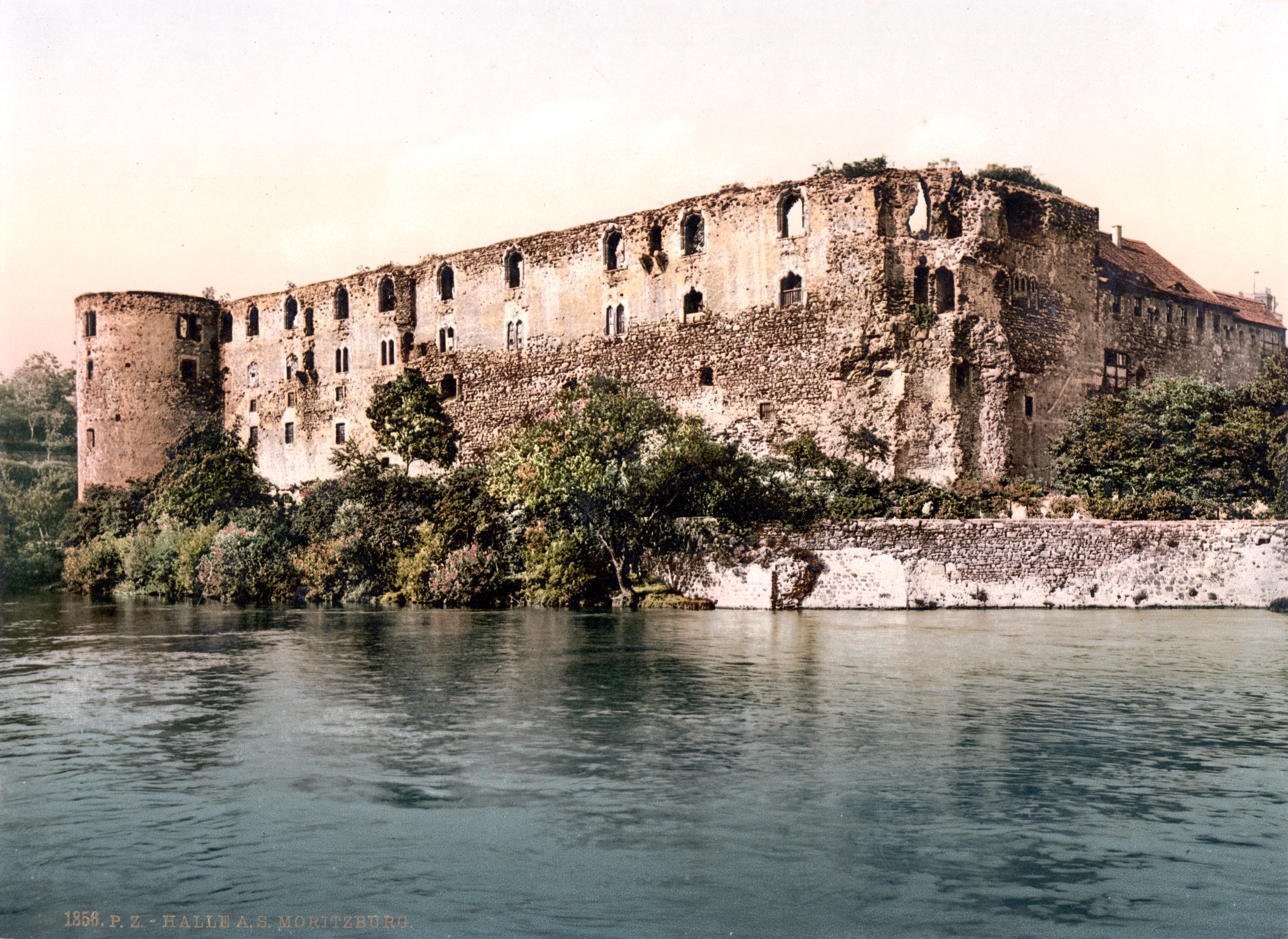
Moritzburg (Halle)
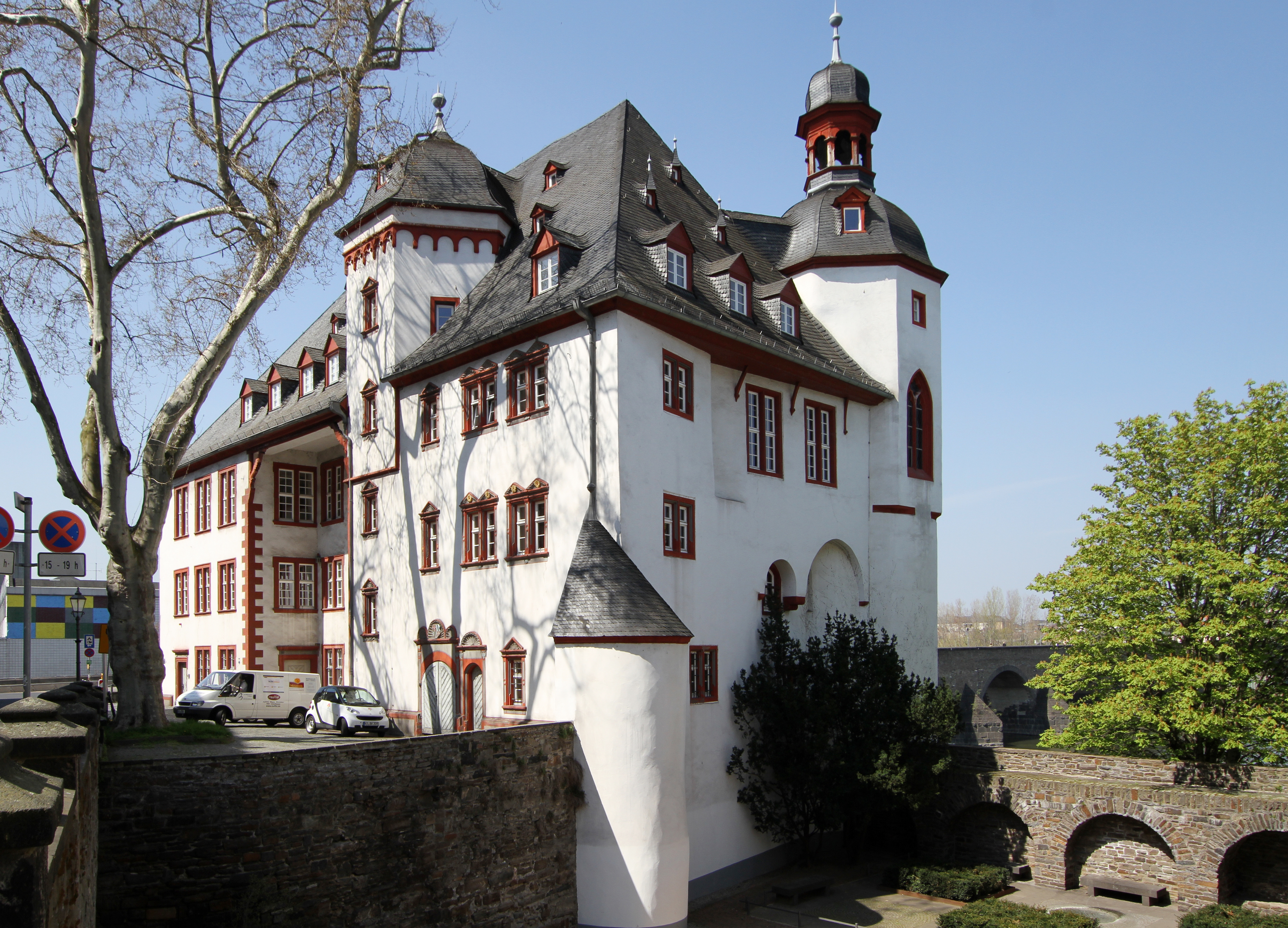
Alte Burg (Koblenz)
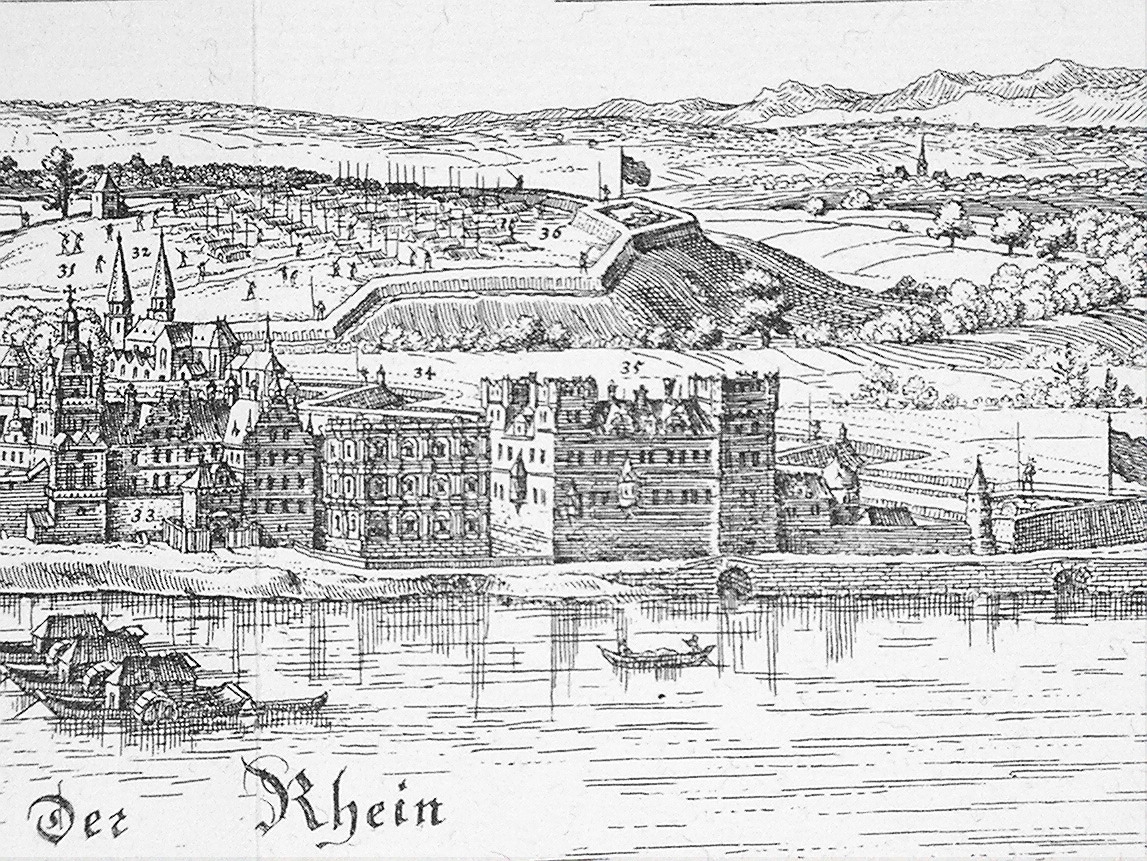
Martinsburg in Mainz
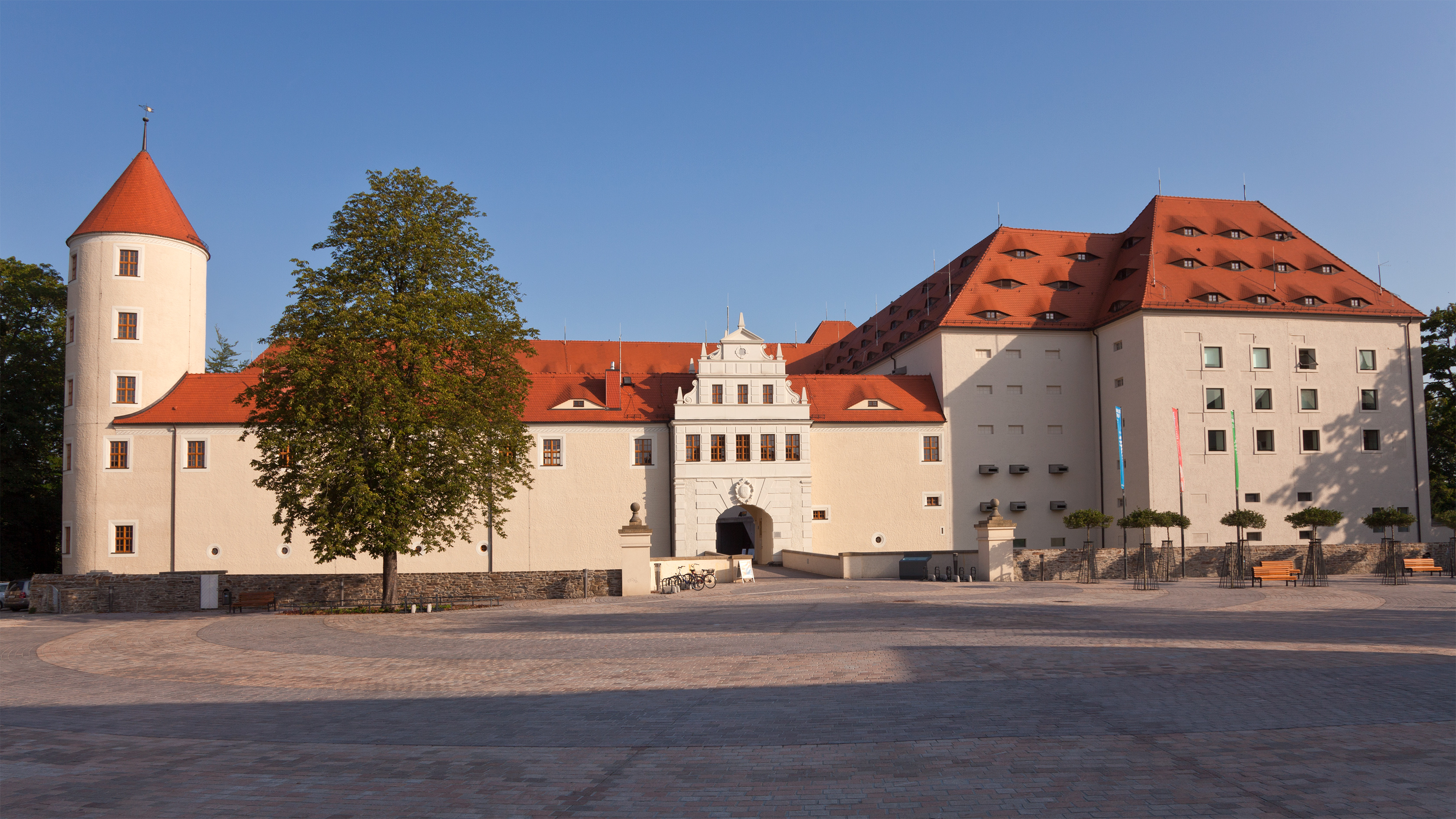
Burg Freudenstein in Freiberg
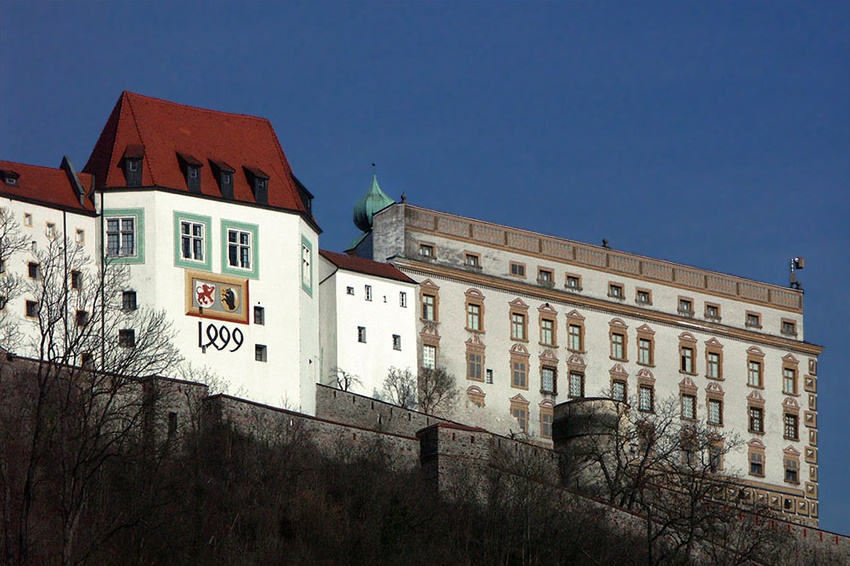
Veste Oberhaus (Passau)
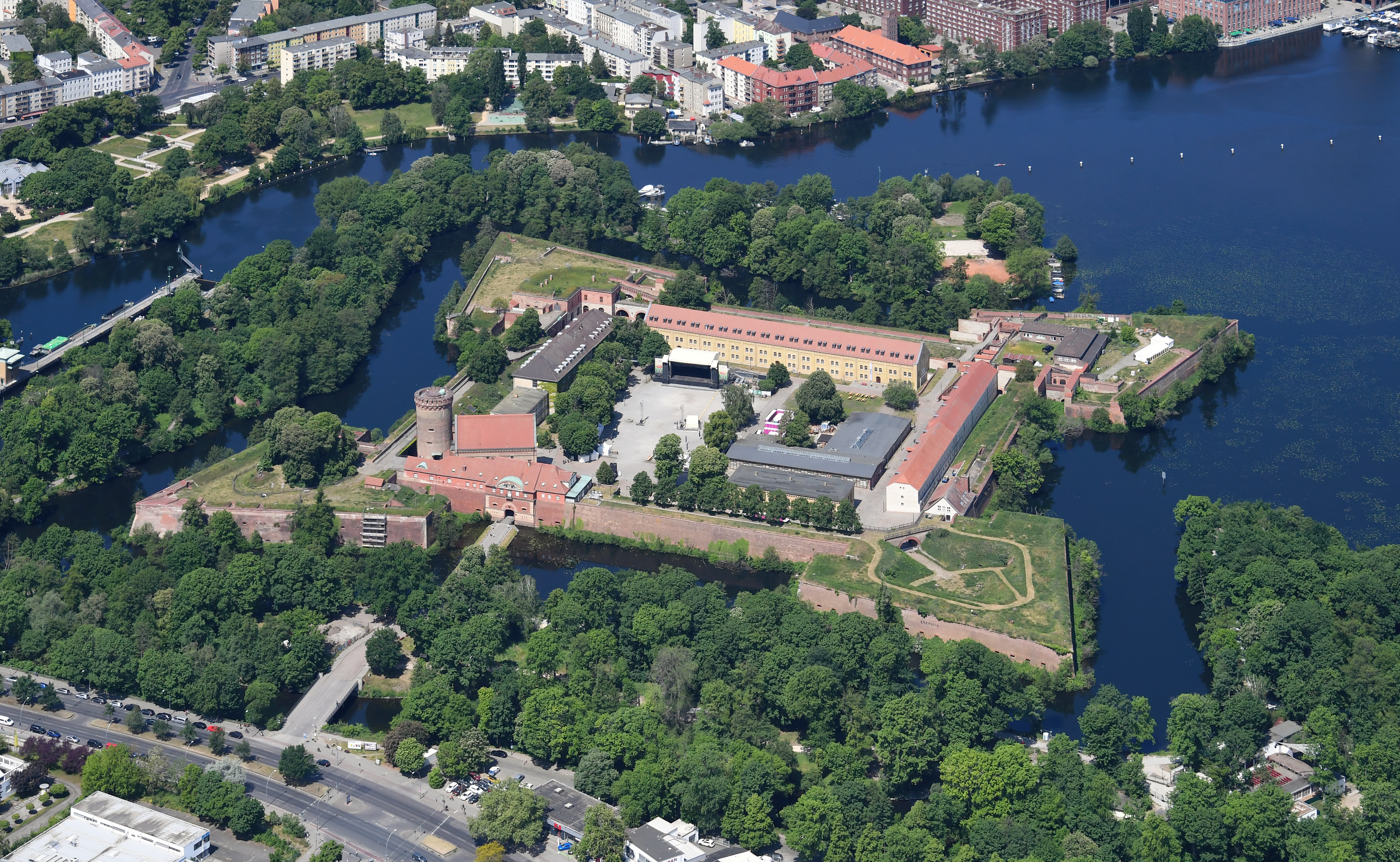
Zitadelle Spandau
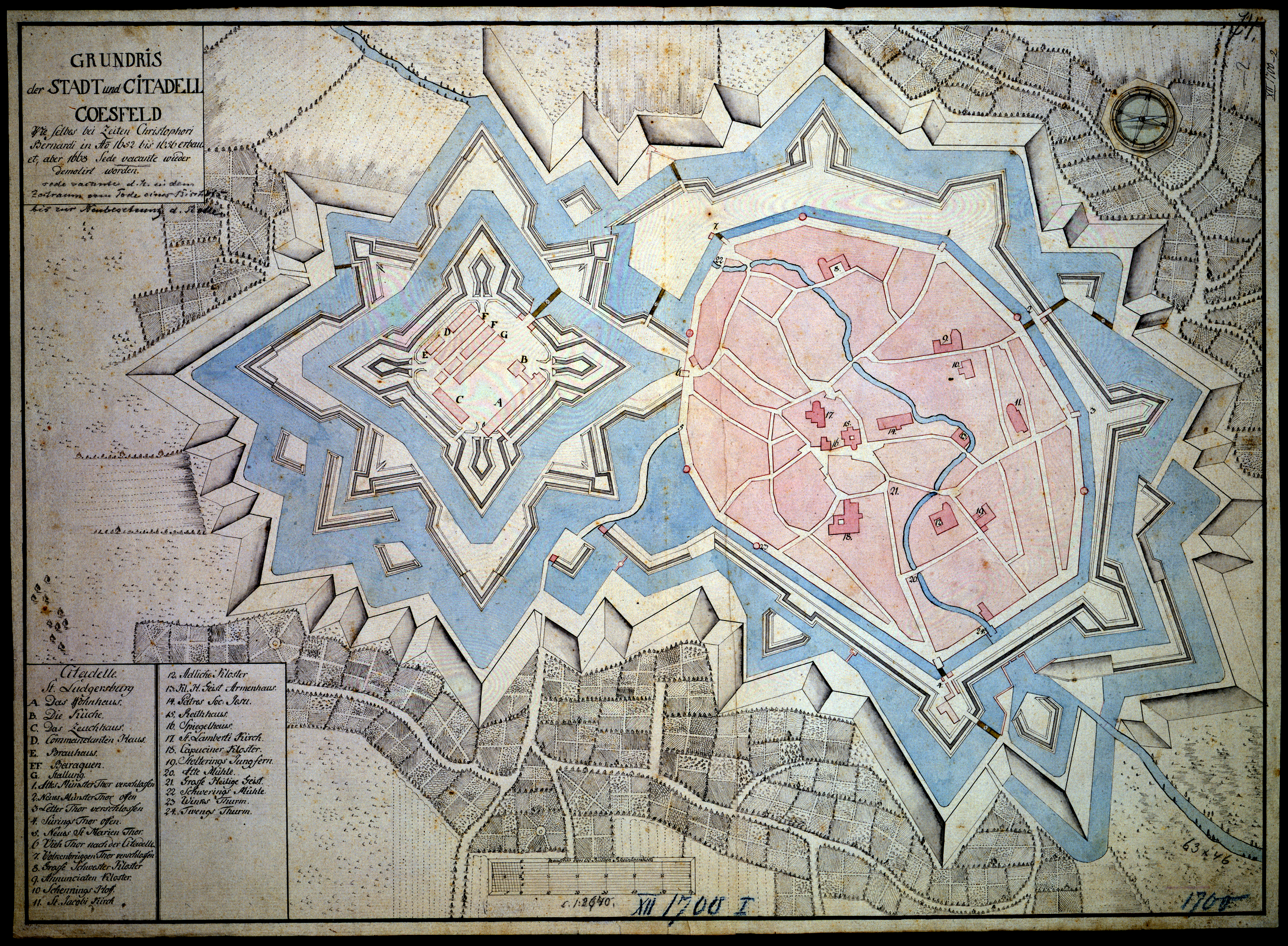
Coesfeld mit Zitadelle Ludgerusburg
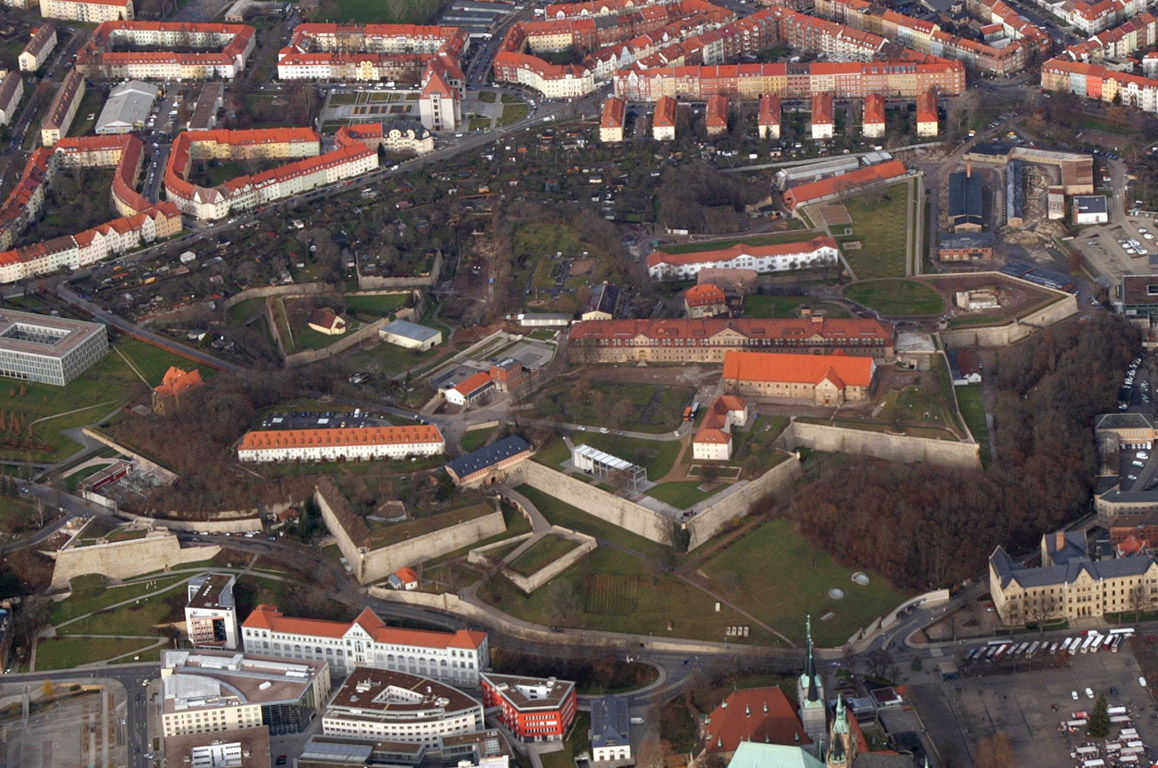
Zitadelle Petersberg (Erfurt)

## Englische Okkupationsburgen in Wales
Nach mehreren englischen Eroberungen der Fürstentümer von Wales, insbesondere unter König Eduard I. zwischen 1276 und 1283, ließ England in Wales große Burganlagen, oft im Stile von Kastellburgen, errichten:
- Burgen und Stadtmauern von König Eduard I. in Wales

Praktisch waren dies Garnisonen für englische Besatzungstruppen. Oft handelte es sich um große Wasserburgen oder Anlagen auf Inseln in großen Seen. Letztere konnten durch die zeitgenössischen Belagerungsmaschinen kaum erreicht werden. Auch Anlagen auf Steilküsten über der Meeresküste oder auf Inseln vor der Küste von Wales wurden errichtet. Etliche Anlagen konnten auf dem Wasserweg per Schiff erreicht und versorgt werden.

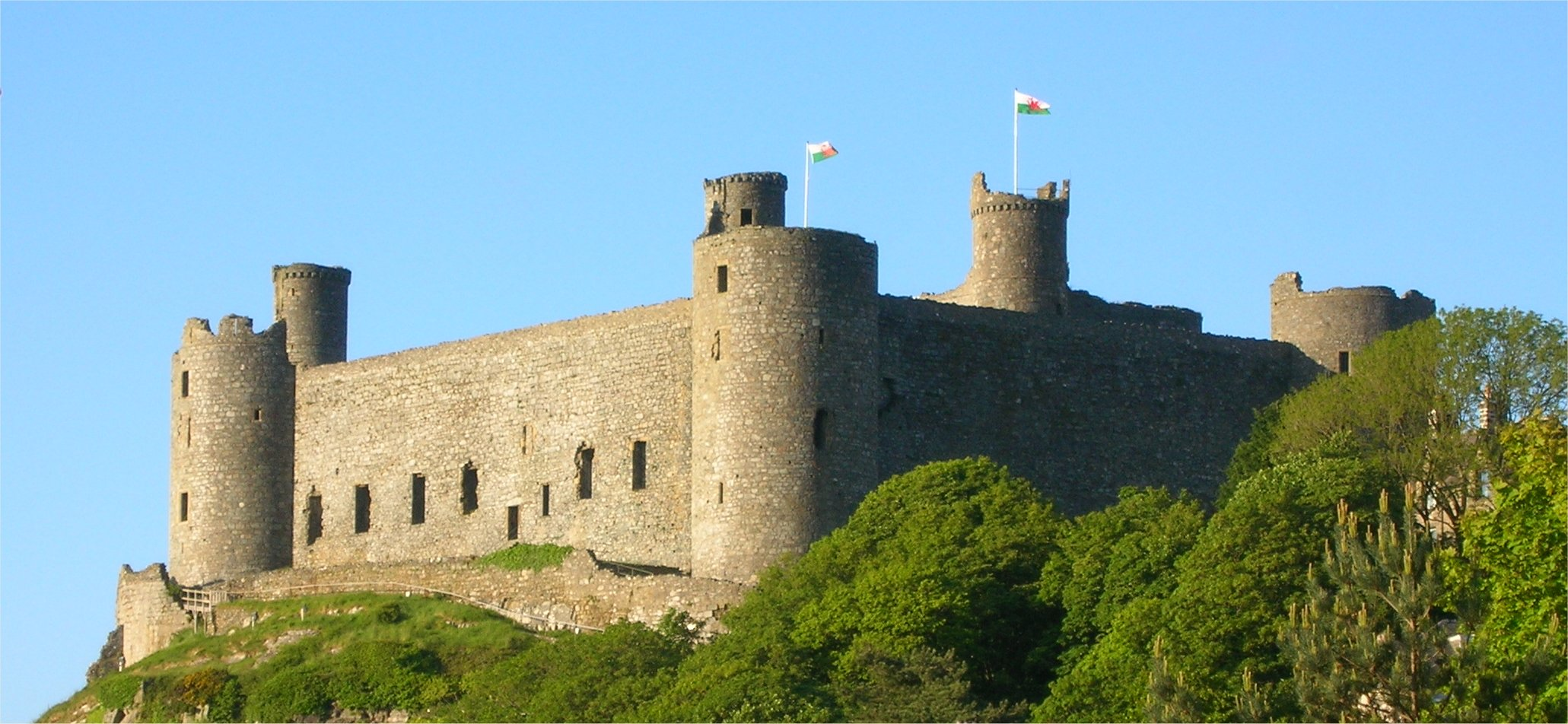
Harlech Castle
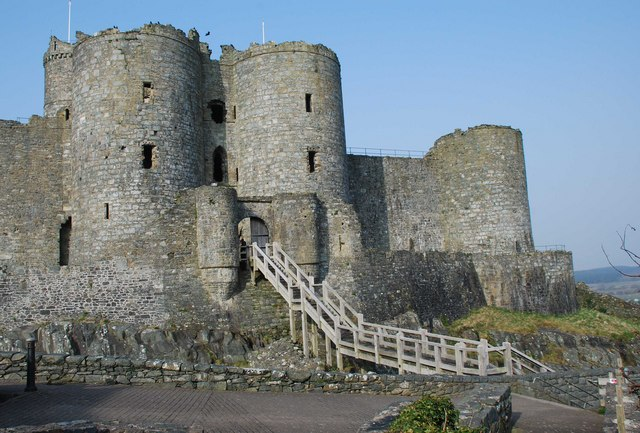
Torburg von Harlech Castle
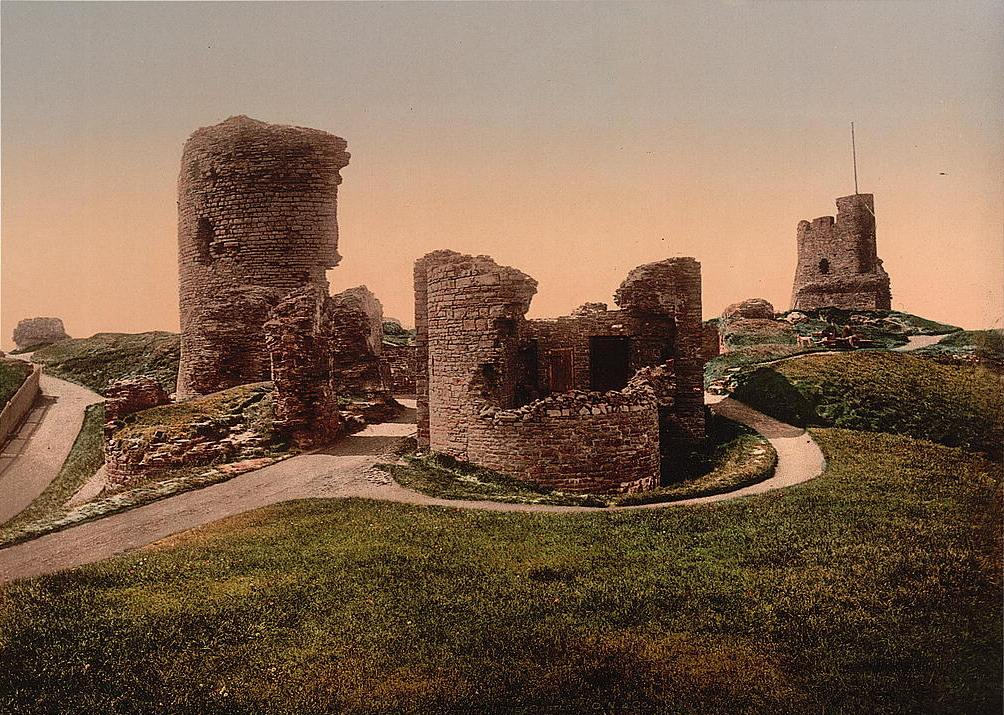
Aberystwith Castle
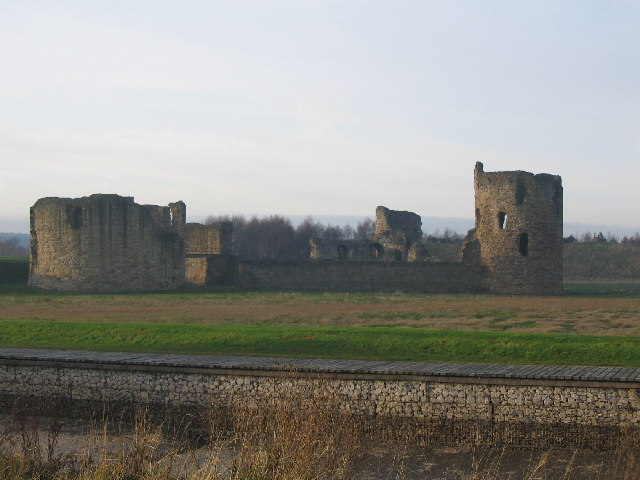
Flint Castle
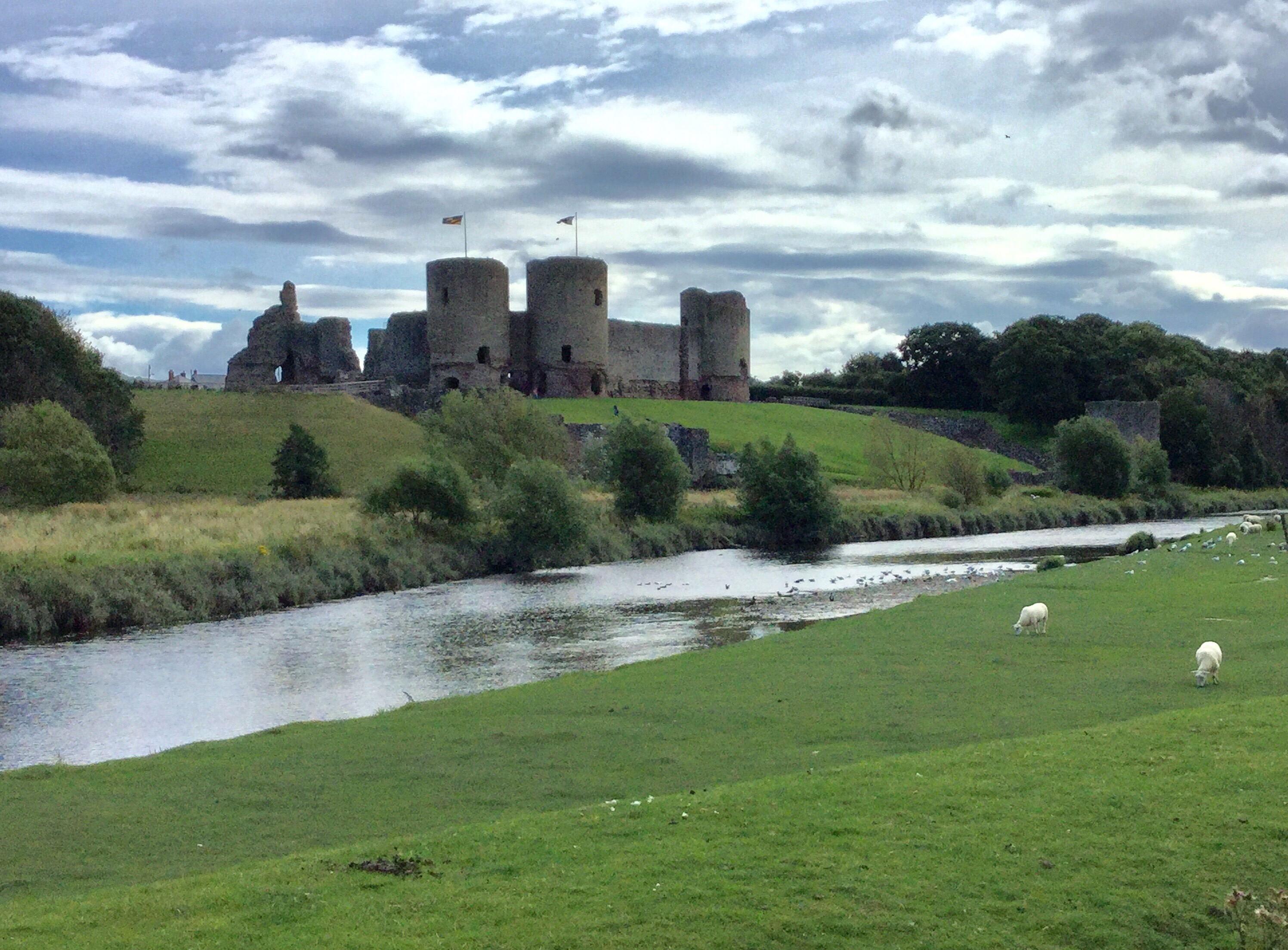
Rhuddlan Castle
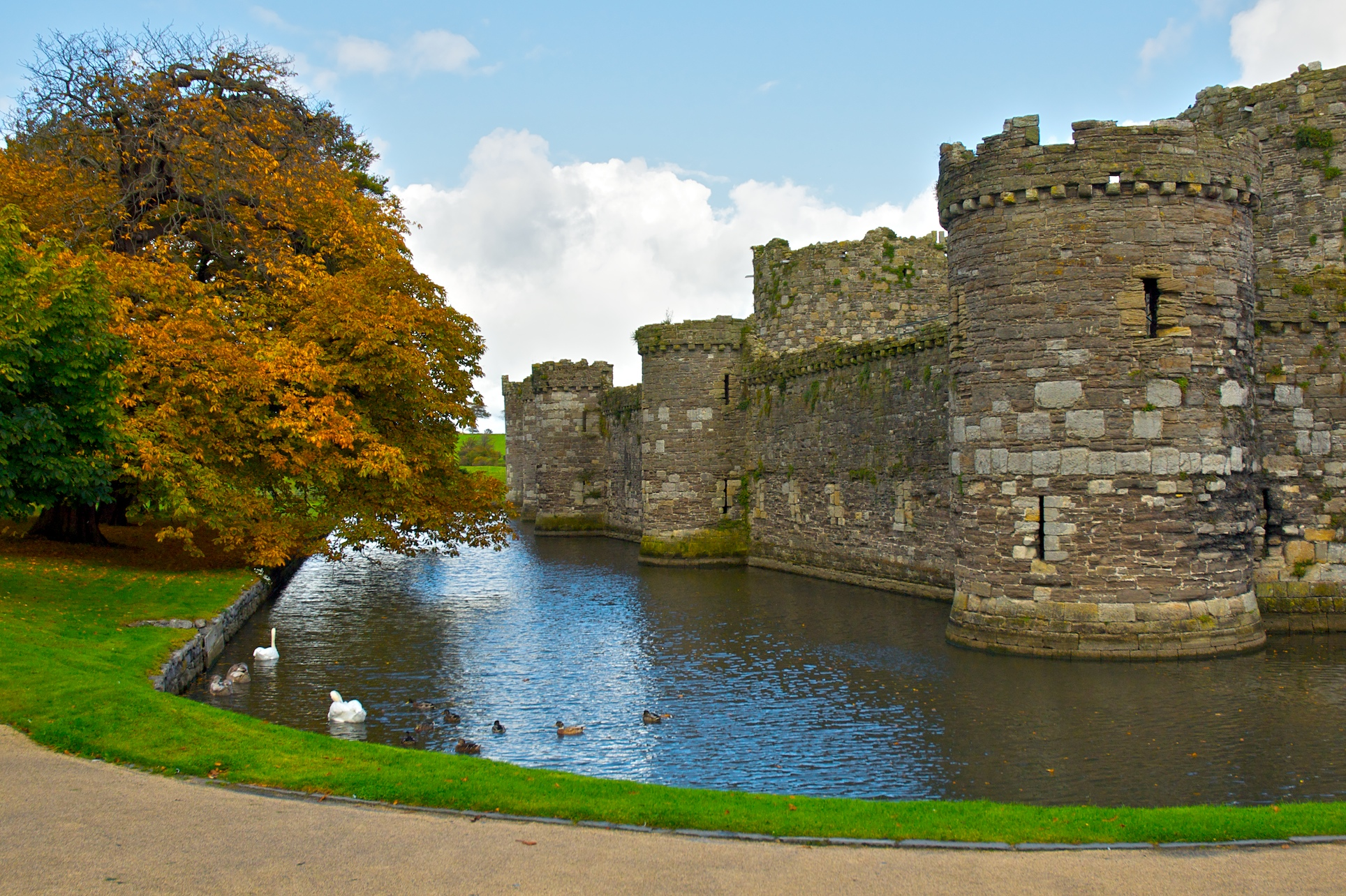
Beaumaris Castle
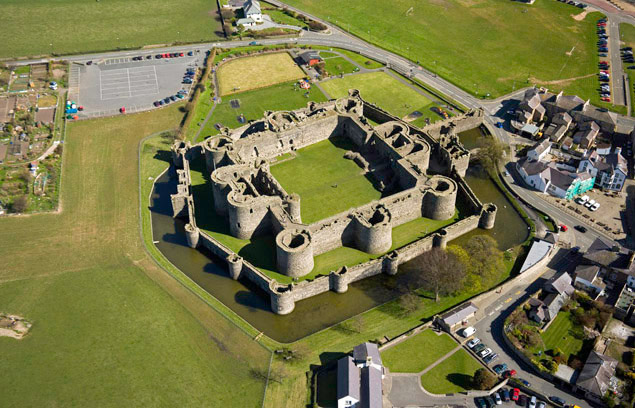
Luftbild von Beaumaris Castle
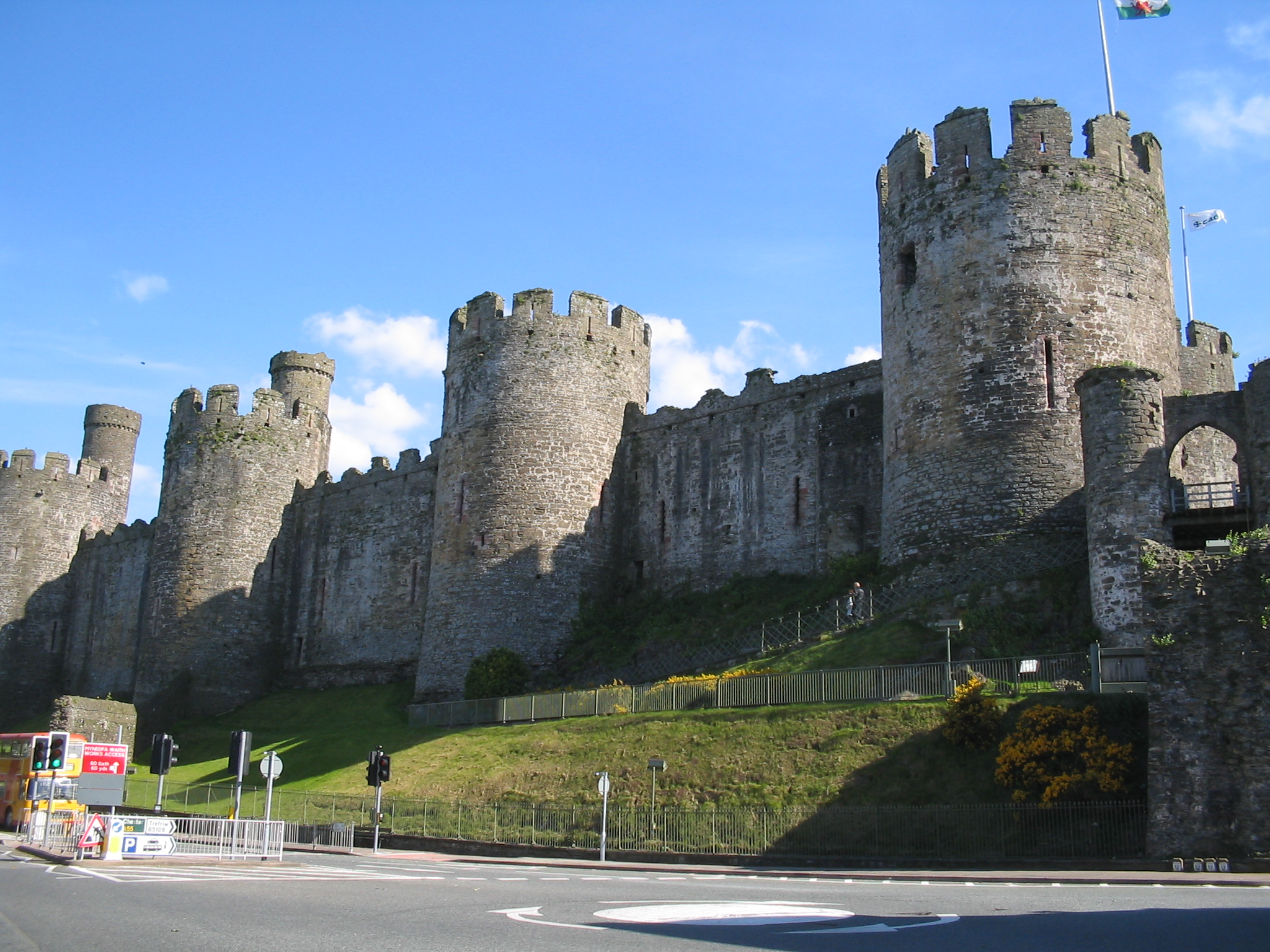
Conwy Castle

## Okkupationsburgen der Deutschen Ostexpansionen

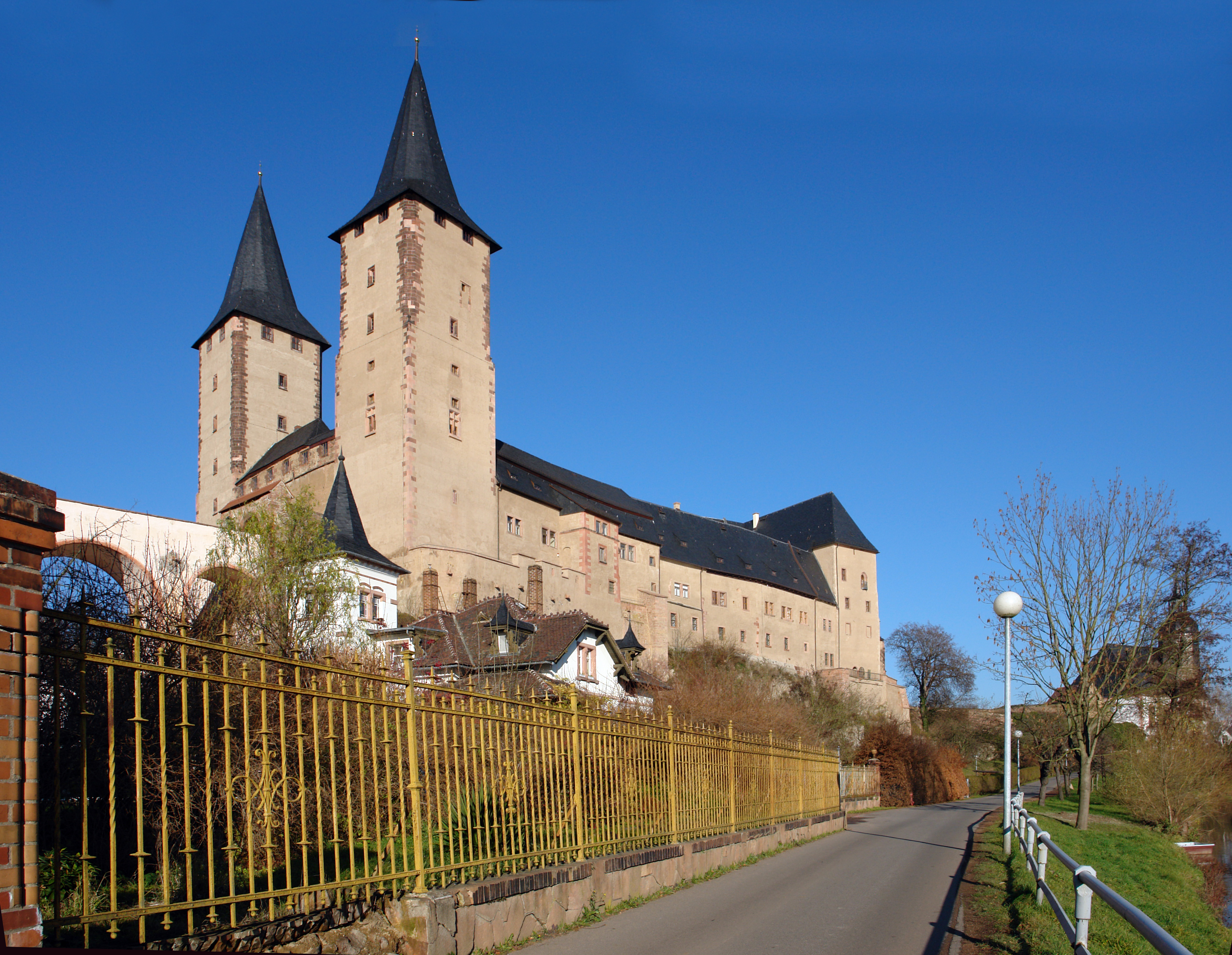
Erhaltene Kernburg der Reichsburg Rochlitz, ehemals mit zwei Vorburgen

Die während mehrerer Deutscher Ostexpansionen – vor allem ab dem 12. Jahrhundert – errichteten deutschen Burgen/Hauptburgen auf slawischem Gebiet – vor allem rechts der Saale und auch nördlich der Unstrut – können durchaus als Zwingburgen eingestuft werden, da sie auf feindlichem Territorium errichtet wurden. Sie lagen vornehmlich an den größeren Flüssen Unstrut, Saale, Weiße Elster, Elbe, Zwickauer Mulde und Freiberger Mulde. Besonders bekannte ehemalige Burgen sind: Naumburg (Nuemburc/Saale, abgegangen), Schönburg/Saale, Wendelstein/Unstrut, Burgscheidungen/Unstrut, Camburg/Saale, Rudelburg/Saale, Saaleck/Saale, Giebichenstein/Saale, Schkopau/Saale, Zeitz/Weiße Elster, Weißenfels/Saale, Neuenburg/Unstrut, Bernburg/Saale, Plötzkau/Saale, Magdeburg/Elbe (abgegangene Pfalz), Altenburg (ehemalige Pfalz), Leipzig (Reichsburg, abgegangen), Rochlitz/Zwickauer Mulde (Reichsburg), Groitzsch/Weiße Elster, Leisnig/Freiberger Mulde, Colditz/Zwickauer Mulde, Strehla/Elbe, Meißen/Elbe (Vorgängerbau der Albrechtsburg sowie ältere abgegangene Wasserburg und „Altenburg“).

## Okkupationsburgen von Ritterorden
siehe:
- Trutzburg#Okkupationsburgen der Ritterorden
- Trutzburg#Osmanische Burgen um das byzantinische Konstantinopel

### Burgen des Deutschen Ordens in Polen, dem Baltikum, Russland und Finnland
Viele – wenn nicht alle – Burgen des Deutschen Ordens in den vom Orden besetzten oder eroberten slawischen Gebieten können als Zwingburgen im Feindesland aufgefasst werden. Bei den Anlagen des 14. und beginnenden 15. Jahrhunderts handelt es sich oft um Kastellburgen.
Siehe:
- Liste der Burgen des Deutschen Ordens in Polen
- Liste der Burgen im Deutschordensstaat

## Sonstige

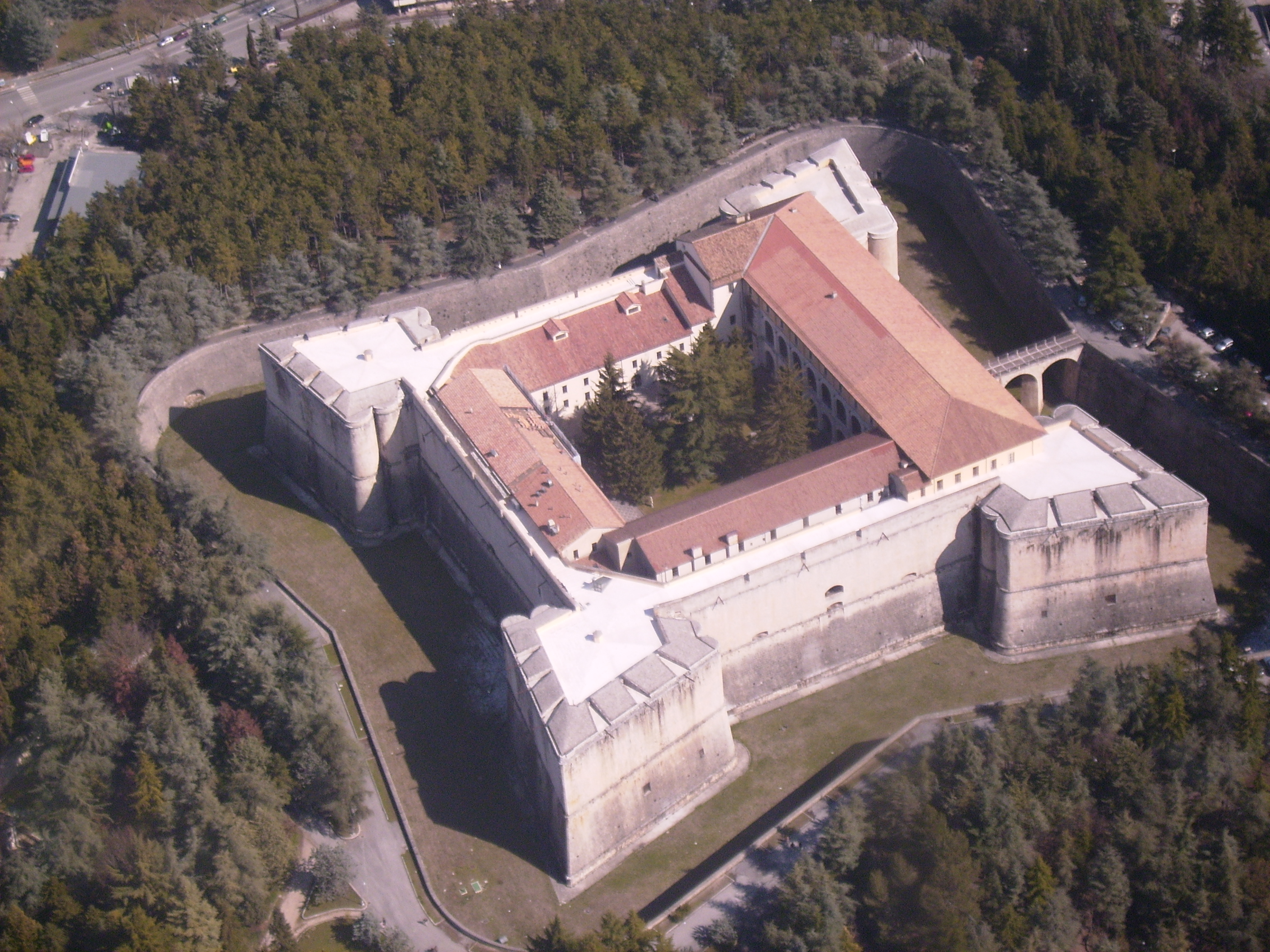
Forte Spagnolo (L’Aquila, Italien)
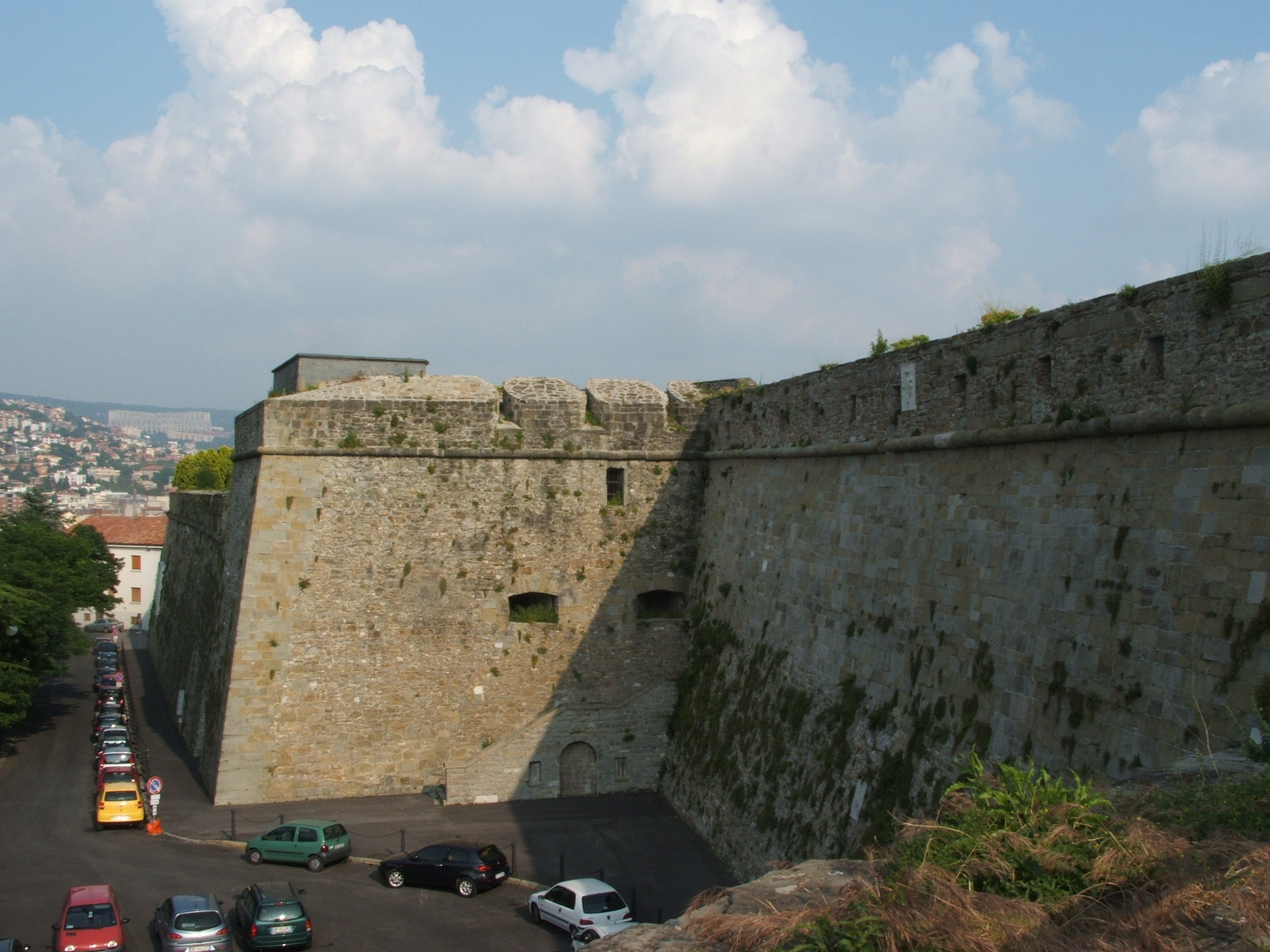
Castello di San Giusto (Triest, Italien)